# Volo Korean Air 631
Il volo Korean Air 631 (KE631/KAL631) è stato un collegamento  passeggeri di linea dall'aeroporto internazionale di Incheon, vicino a Seul, in Corea del Sud, all'aeroporto internazionale di Mactan-Cebu, a Lapu-Lapu, nelle Filippine. Il 23 ottobre 2022, l'Airbus A330-300 che operava su questa tratta è uscito di pista durante l'atterraggio a Cebu a causa di un guasto idraulico. Nonostante quello che i rapporti hanno descritto come un "terrificante incidente", tutti i passeggeri e i membri dell'equipaggio ne sono usciti senza ferite. L'aeromobile è stato danneggiato in modo irreparabile e demolito a seguito dell'incidente, rendendolo la quattordicesima perdita di un Airbus A330.
L'incidente è il 17° di Korean Air dal 1970 che ha comportato la demolizione dell'aereo e il primo dopo 23 anni.

## L'aereo
L'aeromobile coinvolto nell'incidente era un Airbus A330-322 di 24 anni, con numero di serie 219, registrato come HL7525. Ha volato per la prima volta il 12 maggio 1998 ed è stato consegnato nuovo di zecca a Korean Air il 26 giugno 1998. L'aereo era spinto da due motori Pratt & Whitney PW4168.

## L'incidente
Il volo è partito da Seul alle 19:20 KST (10:20 UTC) e doveva atterrare a Cebu alle 22:00 PHT (14:00 UTC). Alle 22:12 PHT (14:12 UTC) circa era in fase di avvicinamento alla pista 22 di Mactan-Cebu quando ha eseguito una riattaccata. Un secondo tentativo di atterraggio alle 22:26 non è andato a buon fine. Successivamente, l'aereo è entrato in un circuito di attesa a nord-est di Cebu per circa 30 minuti prima di effettuare un terzo avvicinamento. Al terzo tentativo, l'aereo è atterrato con successo alle 23:08, ma non è riuscito a fermarsi sulla pista.
Il velivolo ha proseguito oltre la fine, colpendo un impianto di illuminazione del sistema di atterraggio strumentale prima di fermarsi a 300 metri oltre la soglia.
I bollettini meteorologici indicavano una velocità del vento di 9 nodi (17 km/h) da sud-ovest a 220 gradi. Quando l'aereo è atterrato sulla pista 22, era presente un vento contrario di 9 nodi. La visibilità era di 8 km al momento dell'incidente, con temporali e pioggia nella zona; non erano stati segnalati fulmini. Cumulonembi erano sparsi a 5 900 piedi (1 800 m) e il cielo era coperto a 30 000 piedi (9 100 m) sopra Cebu. Altri aerei hanno deciso di deviare a causa delle condizioni meteorologiche avverse prima dei tentativi di atterraggio del KE631, ma non ci sono informazioni sul lasso di tempo intercorso tra le altre deviazioni e i tentativi del volo Korean Air.

## Conseguenze
A seguito dell'incidente, i voli diretti a Cebu sono stati costretti a tornare all'aeroporto di origine, a deviare verso l'aeroporto Internazionale Francisco Bangoy di Davao o verso l'aeroporto Internazionale Ninoy Aquino di Manila. Più di 100 voli sono stati cancellati.
Korean Air ha pubblicato delle scuse sul proprio account Instagram, affermando: "Verrà svolta un'indagine approfondita insieme alle autorità aeronautiche locali e alle autorità coreane per determinare la causa (o le cause) di questo evento".
Dopo un altro incidente in cui un motore di un altro Airbus A330 di Korean Air ha avuto un malfunzionamento dopo il decollo, Korean Air ha annunciato che avrebbe messo a terra l'intera flotta di Airbus A330, in attesa di un audit sulla sicurezza.
Dal 31 ottobre 2022, Korean Air ha cambiato il numero di volo della rotta Seoul-Cebu da KE631 a KE615. Anche il volo di ritorno a Seul, KE632, è stato cambiato in KE616.
Due settimane dopo l'incidente, la livrea e il logo della compagnia sull'A330 sono stati rimossi, anche se l'aereo non era ancora stato spostato dal luogo dell'incidente.

## Le indagini
Sull'incidente sta indagando la Civil Aviation Authority of the Philippines (CAAP), con l'assistenza di 40 ufficiali del Korea Office of Civil Aviation (KOCA), giunti a Bohol dopo l'incidente.
Il 24 ottobre 2022, le autorità filippine e il Ministero coreano del Territorio, delle Infrastrutture e dei Trasporti hanno pubblicato un rapporto preliminare che indicava che un guasto idraulico aveva causato la rottura dei freni dell'aereo.
Il 25 ottobre 2022, è stato riferito che il comandante del volo aveva testimoniato di aver effettuato un brusco atterraggio durante il secondo avvicinamento a causa di un wind shear che lo aveva costretto a scendere. Durante il successivo go-around, si è accesa una spia dei freni. L'equipaggio ha quindi dichiarato un'emergenza. Al terzo tentativo di atterraggio, si è accesa una spia relativa alla pressione dei freni e i piloti non sono riusciti a rallentare l'aereo.

### Rapporto preliminare
Il 23 ottobre 2023, la CAAP ha rilasciato il primo rapporto preliminare, affermando che la bozza della relazione investigativa definitiva era nella sua fase finale di preparazione. Il 22 ottobre 2024, la CAAP ha rilasciato il secondo rapporto preliminare, affermando che la bozza di relazione finale era stata inviata a tutti i Rappresentanti Accreditati interessati.

### Rapporto finale
Il 15 marzo 2025, la CAAP ha pubblicato il rapporto finale sull'incidente, che elenca tre cause primarie dell'incidente (tutte e tre si sono verificate durante il secondo avvicinamento che ha comportato un'altra riattaccata prima del terzo touchdown finale):
- Controllo del beccheggio del pilota con conseguente contatto con il suolo prima della pista.
- Aumento del fattore vento verticale.
- Il carrello di atterraggio principale destro ha urtato un gradino di 15 cm del bordo di cemento della pista 22 con conseguente danneggiamento del carrello e perdita della maggior parte dei mezzi di decelerazione.

I fattori che hanno contribuito all'incidente sono stati tre:
- Perdita di spoiler e inversori.
- Avaria al sistema frenante dell'aeromobile.
- Carenza nelle procedure operative di Airbus e nell'allerta in relazione al guasto idraulico blu a bassa quota.